# Фарібурз II
Фарібурз II (*д/н — 1204) — 23-й ширваншах в 1200—1204 роках.

## Життєпис
Походив з династії Кесранидів. Син ширваншаха Афрідуна II. У 1160 році йогобатька було повлаено й вбито. Напевне в цей час Фарібурз був малим. Виховувався в Шемасі.
1200 року після смерті стрийка Шаханшаха посів трон (за іншою версією Фарібурз II внаслідок змови повалив попередника). Продовжив політику спільних дій з грузинською царицею Тамарою проти великого атабека Нусрат ад-Дін Абу-Бакра.
На знак самостійності карбував монети з написом «ал-малік ал-аділ і Джалал ад-дун'я ад-Дін». Сприяв розвитку міст. 1204 року помер внаслідок хвороби або заколоту. Трон отримав його стрийко Фаррухзад I.